# Onalaska (Wisconsin)
Onalaska és una població dels Estats Units a l'estat de Wisconsin. Segons el cens del 2008 tenia 16.778 habitants.

## Demografia
Segons el cens del 2000, Onalaska tenia 14.839 habitants, 5.893 habitatges, i 4.036 famílies. La densitat de població era de 630,3 habitants per km².
Dels 5.893 habitatges en un 33,8% hi vivien nens de menys de 18 anys, en un 57% hi vivien parelles casades, en un 8,6% dones solteres, i en un 31,5% no eren unitats familiars. En el 24,4% dels habitatges hi vivien persones soles el 7,4% de les quals corresponia a persones de 65 anys o més que vivien soles. El nombre mitjà de persones vivint en cada habitatge era de 2,5 i el nombre mitjà de persones que vivien en cada família era de 3.
Per edats la població es repartia de la següent manera: un 26,2% tenia menys de 18 anys, un 8,8% entre 18 i 24, un 29,9% entre 25 i 44, un 23,9% de 45 a 60 i un 11,3% 65 anys o més.
L'edat mediana era de 36 anys. Per cada 100 dones de 18 o més anys hi havia 90 homes.
La renda mediana per habitatge era de 47.800$ i la renda mediana per família de 57.264$. Els homes tenien una renda mediana de 41.335$ mentre que les dones 25.316$. La renda per capita de la població era de 24.066$. Aproximadament el 4,5% de les famílies i el 6,2% de la població estaven per davall del llindar de pobresa.

## Poblacions més properes
El següent diagrama mostra les poblacions més properes.